# Festetics-kastély (Toponár)
A Toponáron, Kaposvár városrészében található Festetics-kastély a 18. század elején épült barokk stílusban. 5,6 hektár park tartozik hozzá, melyben egy kisebb erdő is megtalálható.

## Története
Érdekessége, hogy a kastély nagykapuja régebben a szigetvári vár bejárata volt. Festetics Lajos 1769-ben megvásárolta Szigetvárt, és vele együtt a várat is, innen hozatta át a kaput, hogy az a kastélyt ékesítse. A parkban ez idő tájt állították fel a rokokó stílusú Mária-oszlopot is, amelyet azonban az 1970-es években a belvárosi Kossuth térre, a Nagyboldogasszony-templom elé helyeztek át.
Az 1988-ban bővített és felújított épületben ma általános iskola működik.
2011-ben az épületet ismét felújították a kaposvári építőipari iskola ács, kőműves és festő szakos tanulói.[forrás?]

## A kastélypark
A kastély egy 5,6 hektáros, teljes egészében tájképi jellegű parkban áll, amelynek belső területe szépen gondozott, külső részei azonban néhol elhanyagoltak. Az épülethez vezető utat egy széles, mély vízmosás keresztezi, amely egykor telekhatárként is szolgált. Ezen egy híd vezet át, amelyen áthaladva a látogató elé tárul a nagy fákban gazdag parki növényzet, többek között hatalmas platánok és egy, az 1930-as években ültetett tiszafa. A kastély déli szárnyától induló, 25 méter hosszú sövényt ugyancsak tiszafák alkotják. Tőle délnyugatra egy kicsi, természetes domb emelkedik, amelynek tetejét kocsánytalan tölgyekből és ezüsthársakból álló erdő borítja. A park déli szélén, a Posta utcával határosan egy labdarúgó-pálya terül el, amelynek nyugati oldalán jegenyék és duglászfenyők álltak, valamint egy nagy koronájú hármas hárscsoport, amelyben a legvastagabb fatörzs átmérője meghaladta a 140 cm-t is. Ettől délre egy nagy méretű, ritka kőrisváltozat is található volt, míg észak felé mezei juharok, ostorfák és gleditsiák éltek, valamint található volt a parkban egy narancseperfa is. Sajnos ezek a nagyszerű és értékes növények azóta a sport nevében végzett barbár pusztításnak estek áldozatul. A gyakorlókert és egy aszfaltos sportpálya közötti domb erdőszegélyében mezei juharok, gyertyánok és ecetfák találhatók, valamint egy 1950 táján ültetett feketedió-fa, az erdő aljnövényzetét pedig a fák sarjai mellett többek között csíkos kecskerágók, fekete bodzák és kis télizöldek alkotják. A domb északi részére sima fenyőket telepítettek. Az épület északi bejáratánál egy húsos som érdemel figyelmet.